# Mondolfo
Mondolfo település Olaszországban, Marche régióban, Pesaro és Urbino megyében. Lakosainak száma 14 252 fő (2023. január 1.). Mondolfo Fano, Senigallia, San Costanzo és Trecastelli községekkel határos.

## Népesség
A település lakossága az elmúlt években az alábbi módon változott:
| Lakosok száma | 14 235 | 14 265 | 14 252 |
|               | 2017   | 2018   | 2023   |